# Bolsa de Luxemburgo
La bolsa de Luxemburgo (del francés: Bourse de Luxembourg) es una bolsa de valores basada en la ciudad de Luxemburgo, al sur de Luxemburgo.
La bolsa se sitúa en la Boulevard Joseph II. El presidente del consejo de administración es Frank Wagener y el presidente del comité ejecutivo y CEO es Robert Scharfe.
La bolsa tiene sesiones de preapertura de 07:15am a 09:00am y un periodo normal de sesiones de 09:00am a 05:35pm todos los días de la semana excepto sábados, domingos y festivos declarados por el mercado bursátil con antelación.

## Bonos
Se especializa principalmente en la cotización de bonos financieros internacionales, en el que ocupa el primer lugar en Europa, con 32.933 títulos de deuda listados en el mercado bursátil en 2008. La bolsa de Luxemburgo fue la primera bolsa en cotizar Eurobonos, con la emisión de bonos de la italiana Autostrade en 1963, y, hasta día de hoy, Luxemburgo ha mantenido una posición dominante en la cotización de bonos europeos, con aproximadamente el 60% de los bonos internacionales en Europa siendo listados en el mercado luxemburgués. Cincuenta países listan por lo menos parte de su deuda soberana en Luxemburgo, mientras que Luxemburgo es también un mercado para deuda del BERD, la Comisión Europea, el Banco Europeo de Inversiones, y el Banco Mundial.

## Acciones
El principal índice de valores de la bolsa de Luxemburgo es el llamado LuxX Index, que es un índice ponderado de los diez títulos de mayor valor por capitalización de mercado de cotización libre. El índice fue fijado en 1000 puntos el 4 de enero de 1999: el primer día de negociación del mercado después de que Luxemburgo adoptara el euro.

## Historia
Una ley para el establecimiento de un mercado de valores en Luxemburgo fue aprobada el 30 de enero de 1927. La compañía fue constituida como Sociedad Anónima de la Bolsa de Luxemburgo el 5 de abril de 1928, con una emisión inicial de 7.000 acciones, cada una valoradas en 1000 francos.
En noviembre de 2000, entró en un acuerdo con Euronext.